# 東経83度線
東経83度線（とうけい83どせん）は、本初子午線面から東へ83度の角度を成す経線である。北極点から北極海、アジア、インド洋、南極海、南極大陸を通過して南極点までを結ぶ。
東経83度線は、西経97度線と共に大円を形成する。

## 通過する地域一覧
東経83度線は、北極点から南極点まで南に向かって以下の場所を通っている。
| 地理座標                                             | 国土・領土・領海     | 備考                                                                                |
| ---------------------------------------------------- | -------------------- | ----------------------------------------------------------------------------------- |
| 北緯90度0分 東経83度0分 / 北緯90.000度 東経83.000度  | 北極海               |                                                                                     |
| 北緯81度8分 東経83度0分 / 北緯81.133度 東経83.000度  | カラ海               | ウエジネニヤ島（英語版）のすぐ東を通過                                              |
| 北緯75度58分 東経83度0分 / 北緯75.967度 東経83.000度 | ロシア               | トロイニイ島（英語版）                                                              |
| 北緯75度55分 東経83度0分 / 北緯75.917度 東経83.000度 | カラ海               |                                                                                     |
| 北緯74度5分 東経83度0分 / 北緯74.083度 東経83.000度  | ロシア               | Vostochnyy島（英語版）                                                              |
| 北緯74度4分 東経83度0分 / 北緯74.067度 東経83.000度  | カラ海               |                                                                                     |
| 北緯73度38分 東経83度0分 / 北緯73.633度 東経83.000度 | ロシア               |                                                                                     |
| 北緯71度52分 東経83度0分 / 北緯71.867度 東経83.000度 | エニセイ湾（英語版） |                                                                                     |
| 北緯71度44分 東経83度0分 / 北緯71.733度 東経83.000度 | ロシア               |                                                                                     |
| 北緯71度32分 東経83度0分 / 北緯71.533度 東経83.000度 | エニセイ湾（英語版） |                                                                                     |
| 北緯70度59分 東経83度0分 / 北緯70.983度 東経83.000度 | ロシア               | ノヴォシビルスクを通過                                                              |
| 北緯50度54分 東経83度0分 / 北緯50.900度 東経83.000度 | カザフスタン         |                                                                                     |
| 北緯47度5分 東経83度0分 / 北緯47.083度 東経83.000度  | 中華人民共和国       | 新疆ウイグル自治区 チベット自治区                                                   |
| 北緯29度40分 東経83度0分 / 北緯29.667度 東経83.000度 | ネパール             |                                                                                     |
| 北緯27度27分 東経83度0分 / 北緯27.450度 東経83.000度 | インド               | ウッタル・プラデーシュ州 チャッティースガル州 オリッサ州 アーンドラ・プラデーシュ州 |
| 北緯17度29分 東経83度0分 / 北緯17.483度 東経83.000度 | インド洋             |                                                                                     |
| 南緯60度0分 東経83度0分 / 南緯60.000度 東経83.000度  | 南極海               |                                                                                     |
| 南緯66度15分 東経83度0分 / 南緯66.250度 東経83.000度 | 南極大陸             | オーストラリア南極領土（ オーストラリアが領有権主張）                               |